# Never Forget (Greta Salóme & Jónsi)
Never Forget è un brano musicale interpretato dai cantanti islandesi Greta Salóme e Jón Jósep Snæbjörnsson, accreditato come Jónsi.

## Il brano
La canzone è stata scritta da Greta Salóme.
Con questo brano, il duo ha partecipato in rappresentanza dell'Islanda all'Eurovision Song Contest 2012 tenutosi a Baku.

## Video musicale
Il video, pubblicato il 19 marzo, è stato diretto da Hannes Halldórsson, oggi portiere titolare della nazionale di calcio islandese.

## Tracce
Download digitale
1. Never Forget